# Kōhoku-ku
Kōhoku-ku (港北区?) è uno dei 18 quartieri della città di Yokohama, in Giappone.